# Rutig rottryffel
Rutig rottryffel (Scleroderma areolatum) är en svampart som beskrevs av Ehrenb. 1818. Rutig rottryffel ingår i släktet Scleroderma och familjen rottryfflar.  Arten är reproducerande i Sverige. Inga underarter finns listade i Catalogue of Life.

## Källor

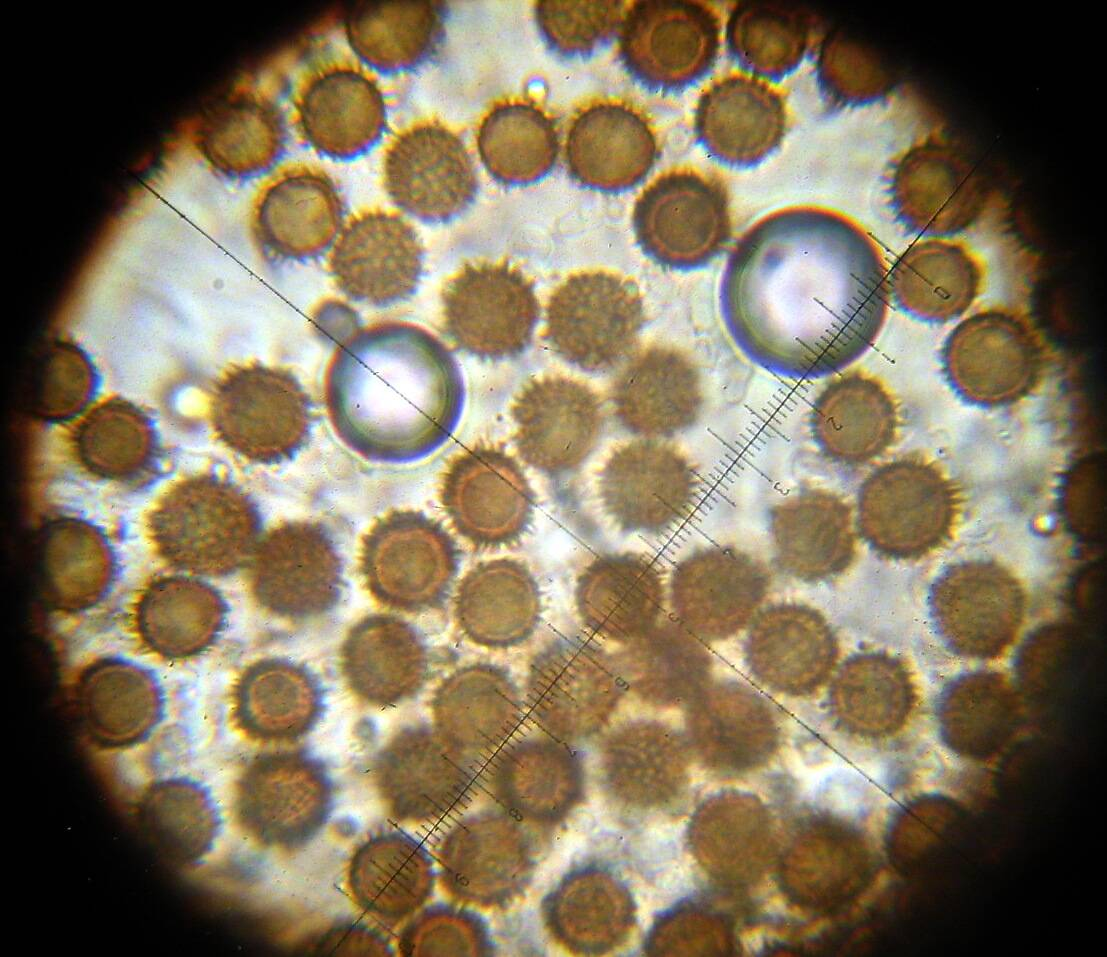
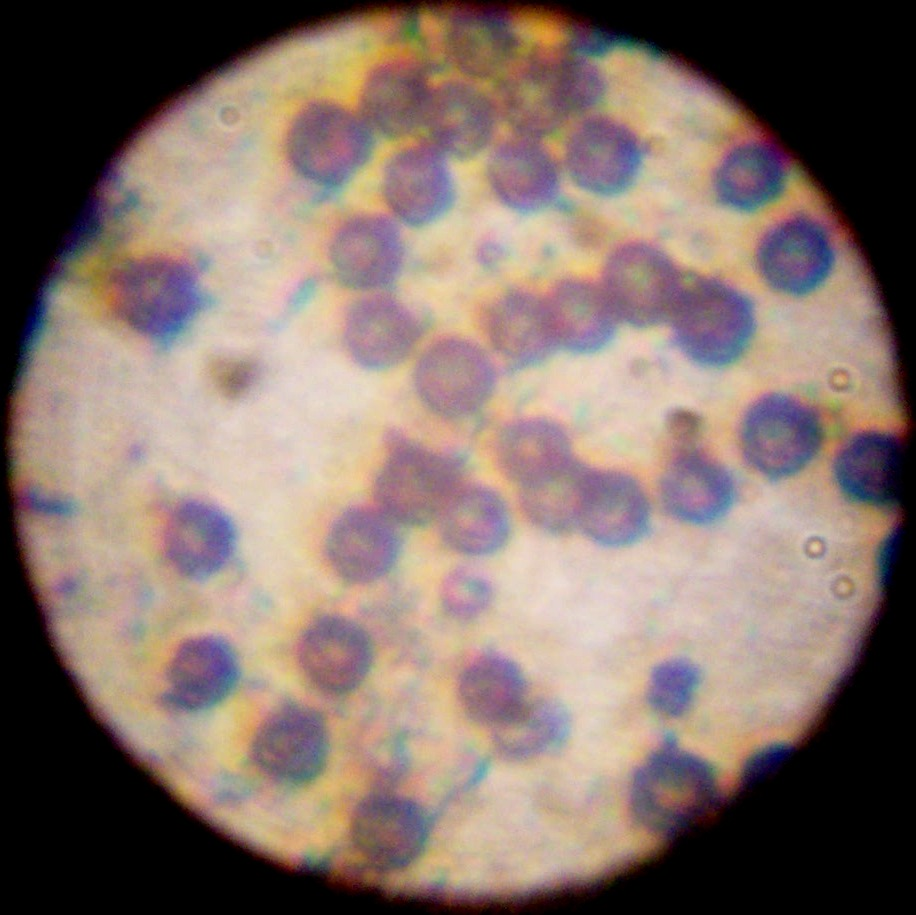
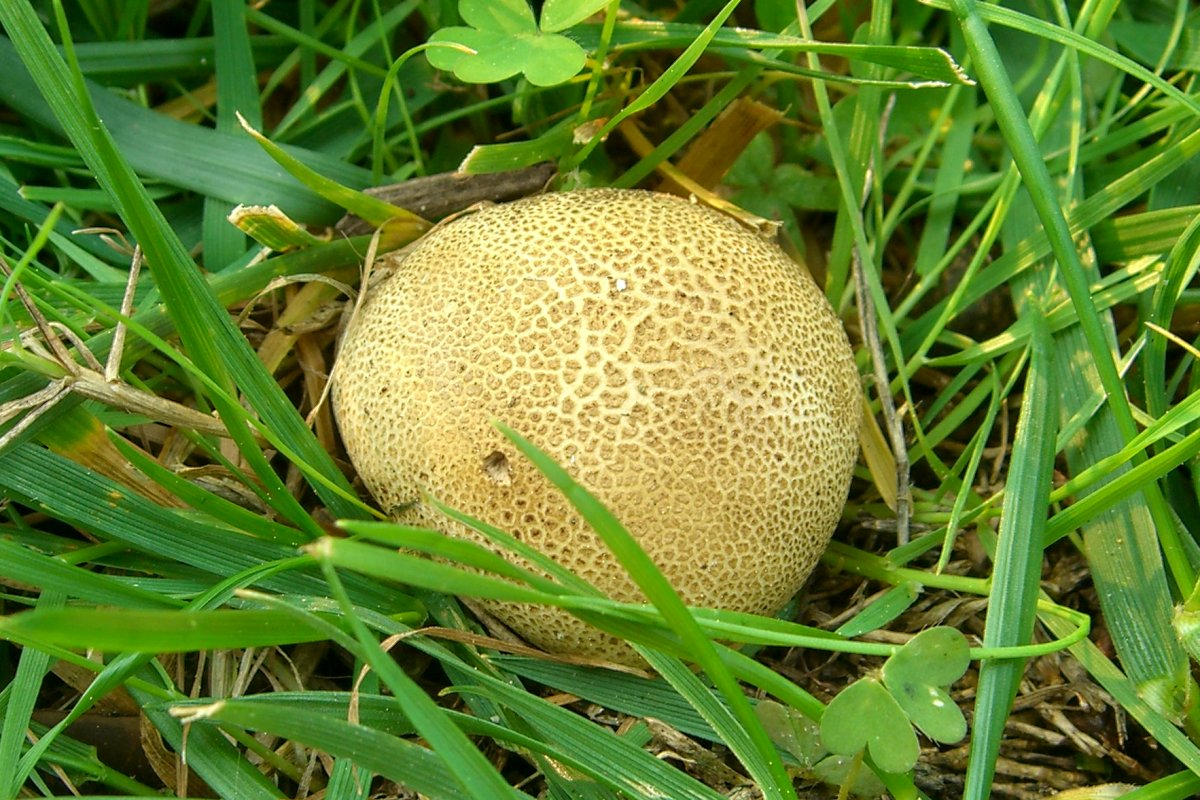